# Éthoxyoctane
L'éthoxyoctane est un éther.

## Production et synthèse
L'éthoxyoctane peut être synthétisé par réaction entre le octylate de sodium et le bromure d'éthyle. L'octylate de sodium est préparé par addition de sodium dans de l'octan-1-ol. La réaction a un rendement d'environ 50 %. Cette voie de synthèse s'appelle synthèse de Williamson.
Na + CH3(CH2)6-CH2-OH {\displaystyle \rightarrow } CH3(CH2)6-CH2-ONa + 0,5 H2
CH3(CH2)6-CH2-ONa + CH3CH2Br {\displaystyle \rightarrow } CH3(CH2)6-CH2-O-CH2CH3 + NaBr